# 監國
监国制度（或简称监国）是指古代中國君主制之下一國君主因故未能亲政，由皇族宗室代理朝政的一种政治制度。监国制度最早可追溯至北魏明元帝时期崔浩提出的“太子监国”。

## 监国列表
- 李嗣源
- 王继鹏
- 拖雷
- 朱高炽
- 朱祁钰
- 朱由崧
- 朱常淓
- 朱聿键
- 朱以海
- 朱慈𤆃
- 朱亨嘉
- 朱由榔
- 朱由榛
- 朱常清
- 朱容藩
- 郑克𡒉